# 892

## Události
- Arnulf Korutanský vede výpravu proti Velkomoravské říši
- při křtu Spytihněva I., nejstaršího syna knížete Bořivoje, se poprvé v Čechách popíjelo víno nikoli jako bohoslužebný, ale jako světský nápoj.

## Hlavy státu
- Velkomoravská říše – Svatopluk I.
- Papež – Formosus
- Anglie – Alfréd Veliký
  - Mercie – Æthelred
- Skotské království – Donald II.
- Východofranská říše – Arnulf Korutanský
- Západofranská říše – Odo Pařížský
- Uherské království – Almoš nebo Arpád
- První bulharská říše – Vladimír Bulharský
- Kyjevská Rus – Oleg
- Byzanc – Leon VI. Moudrý
- Svatá říše římská – Kvído ze Spoleta
- Bavorské vévodství – Arnulf Korutanský